# デルフィン・シュトルンク
デルフィン・シュトルンク（Delphin Strungk（又はStrunck）、1601年、恐らくブラウンシュヴァイク - 1694年10月12日、同地）は、北ドイツ・オルガン学派のオルガニスト・作曲家。

## 生涯と作品
シュトルンクの若いころについては何も知られていない。1631年にメルヒオール・シルトの後継者としてヴォルフェンビュッテルの聖マリア教会（ドイツ語版）のオルガニストになったことが分かっている。1634年にはツェレの宮廷オルガニストになった。1637年にはブラウンシュヴァイクの聖マルティニ（ドイツ語版）教会のオルガニスト職に就き、2年後に正式に雇われた。市庁舎で音楽喜劇を上演したことがあったため、オルガニスト以外の活動もしていたと考えられる。ヨハン・ゴットフリート・ヴァルターの音楽事典によるとシュトルンクは次第に5つのオルガンを任されるようになり、自身の子や生徒をそのオルガニスト職に就けたということである。シュトルンクは、1649年に聖ペトリ（ドイツ語版）の、1667年には聖マグニ（ドイツ語版）のオルガニストとなった。
シュトルンクは、ブラウンシュヴァイク辺りでは有名なオルガニストであった。ヴァルターによると、「オルガンをよく奏し、それにより…外国から多くの学生を引き寄せた」ということである。
シュトルンクは、ハインリヒ・シュッツと交友があった。デルフィン・シュトルンクの息子ニコラウス・アダム・シュトルンクも、同様に音楽家となった。
シュトルンクのオルガン作品には、ハインリヒ・シャイデマンのように、コロラトゥーラがよく用いられ、装飾に富んだ部分と簡素な部分をしばしば交互に配した。シュトルンクは、その他には歌曲を作曲した。